# Кейранс, Артур Петрович
Артур Петрович Кейранс (латыш. Artūrs Ķeirāns; 19 февраля 1911 — 25 октября 1954, Рига) — советский, ранее латвийский, шахматист и шахматный композитор. Сын Петера Кейранса. По профессии ветеринарный врач.
Председатель Комиссии по шахматной композиции Латвийской ССР (1950—1954). С 1926 года опубликовал около 200 задач (преимущественно двухходовки), 50 из них удостоены отличий на конкурсах (в том числе 15 — призов). Финалист 1-го (1947) и 3-го (1952) чемпионатов СССР. Результаты в первенствах Латвии: 1934 — 2-е; 1938 — 1-е места. В чемпионатах Латвийской ССР: 1950 — 2-е место по трёхходовкам; 1951 — 1-е место по двухходовкам и по трёхходовкам.